# Кенаса (Херсон)
Кенаса — караїмська культова споруда в Херсоні. Не збереглася.

## Історія
Караїмська кенаса Херсона була розташована у кварталі з одно-чотириповерховими будинками на вулиці Європейській. В середині 1975 року було розпочато знесення всіх будівель кварталу та спорудження на їхньому місці сходів, які з'єднали вул. Європейську з музично-драматичним театром. У 2005 році сходи було розібрано, а на їхньому місці побудовано торгівельно-розважальний центр «Суворовський» з підземним паркінгом.